# John Rhodes
John Rhodes (Wolverhampton, Inglaterra, 18 de agosto de 1927) é um ex-automobilista britânico nascido na Inglaterra que participou do Grande Prêmio da Grã-Bretanha de 1965.